# Mandolin (köksredskap)

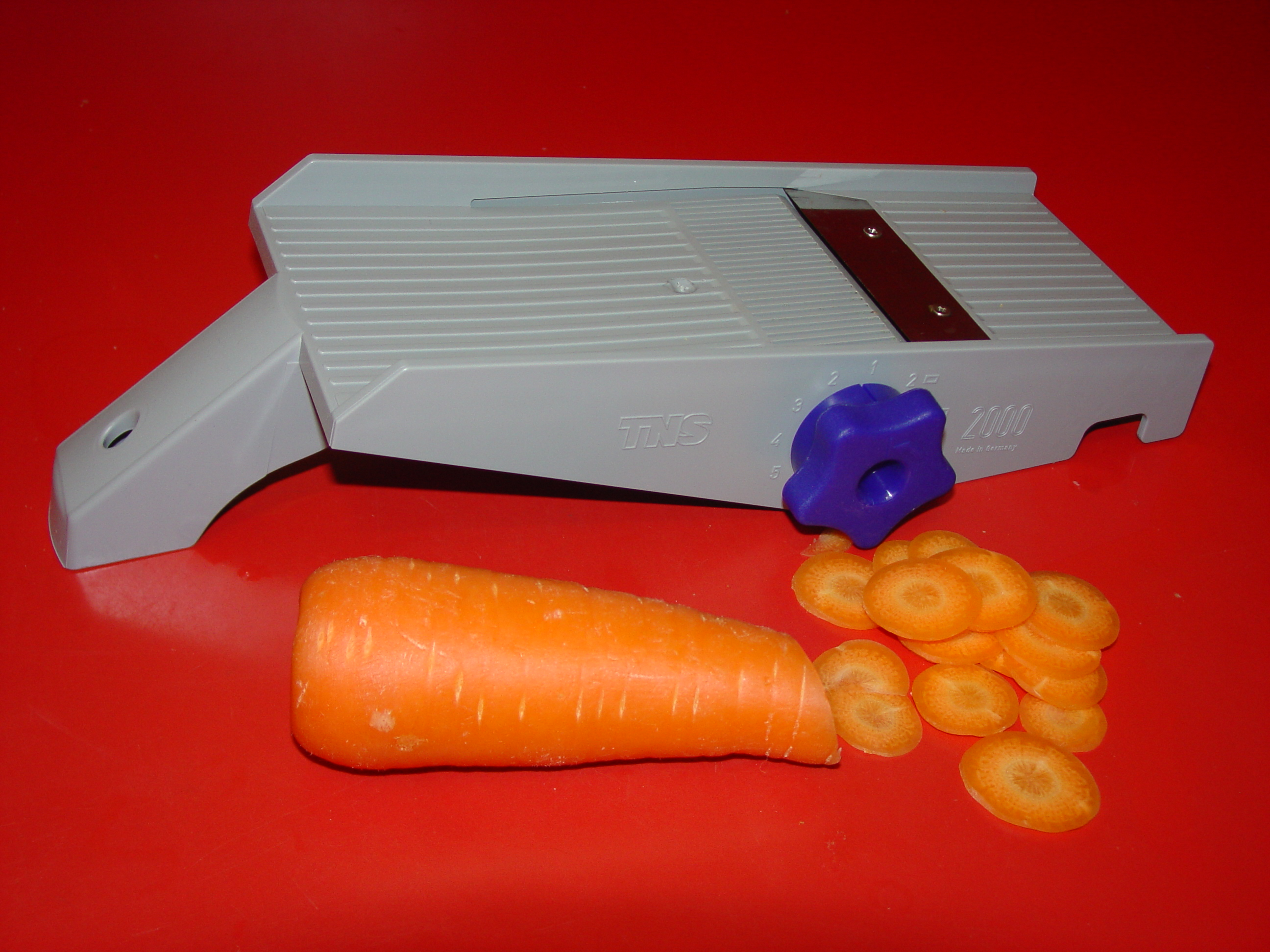
Mandolin

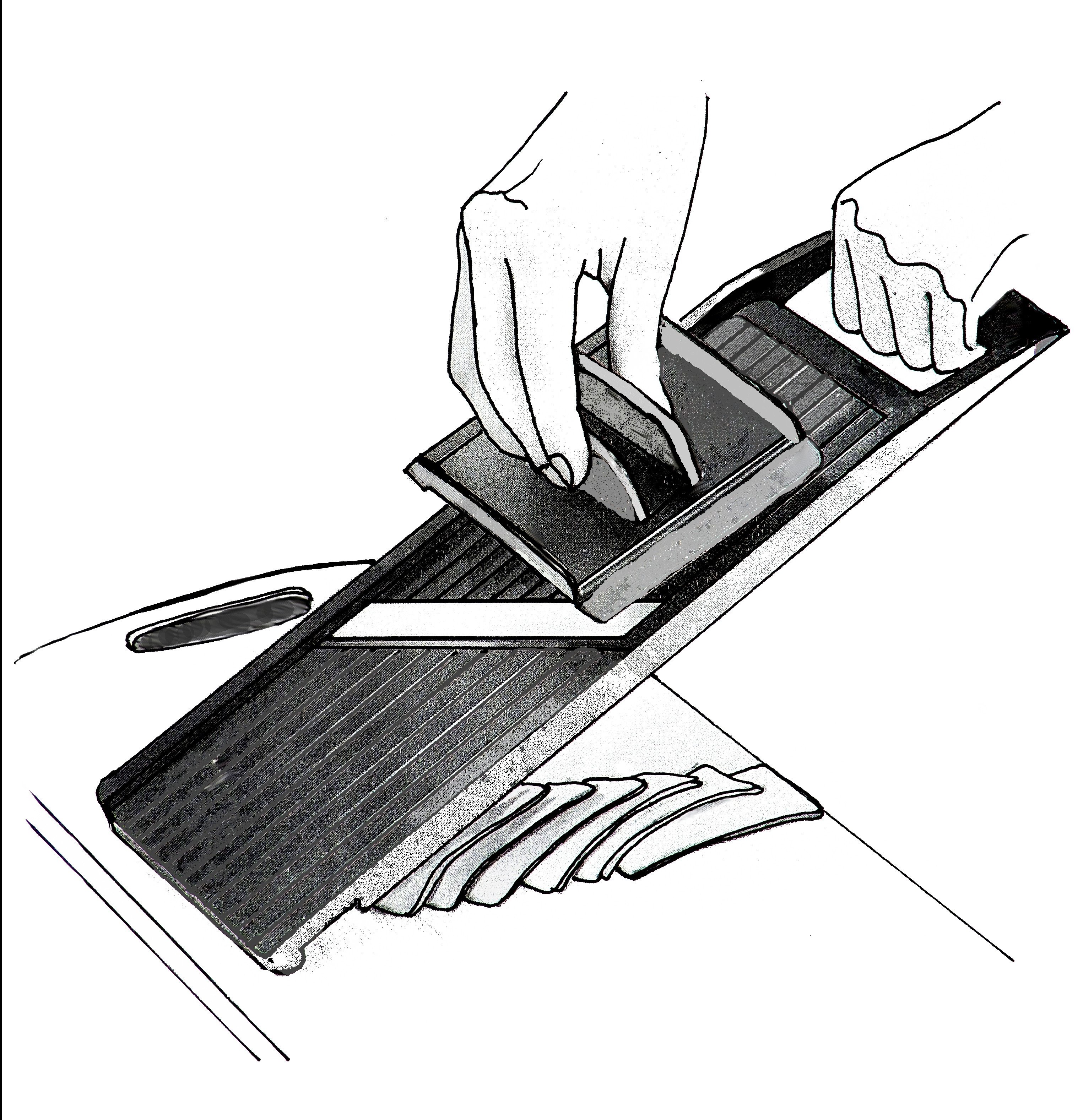
Mandolin med påskjutare.

Mandolin är ett köksredskap som man bland annat kan skiva grönsaker på.
Mandolinen består av en skärbräda, 2-3 dm lång och cirka 1 dm bred, i vilken en hållare med ett knivblad är infälld. Kniven är ställbar i höjd beroende på hur tjocka skivor man vill ha. Ofta har mandolinen ett utfällbart stativ i ena änden, så att den lutar. Då bildas ett tomrum under den i vilket skivorna faller ner genom en springa i skärbrädan. Det är dock lätt ändå att luta den i önskad vinkel.  Man kan gärna använda en påskjutare. Denna har piggar på undersidan vilka trycks in i exempelvis kålroten eller palsternackan som ska skivas. Detta för att förhindra skador. Det är annars lätt hänt att skära sig i fingrarna på den mycket vassa kniven.
Namnet har redskapet fått därför att handledsrörelsen hos en skicklig användare påminner om hur handleden rör sig på en mandolinspelare. 
Mandolin som köksredskap finns belagd i svenska språket sedan 1997.